# Yukio Gotō
Pour les articles homonymes, voir Goto.
Yukio Gotō (後藤 靱雄, Gotō Yukio) est un footballeur japonais décédé en 1976.